# Copa Heineken 1997-98
La Copa de Campeones Europeos de Rugby 1997–98 fue la 3ª edición de la máxima competición continental.

## Desarrollo
En esta edición fueron 20 los equipos participantes, divididos en 5 grupos de 4, para afrontar la primera fase de la competición, la fase de grupos. Tras las 6 jornadas correspondientes a esta primera fase, los primeros de cada grupo pasan a cuartos de final, y los mejores segundos y el mejor tercero se enfrentan en una eliminatoria previa a cuartos de final en partido único.  
En esta 3ª edición del torneo participaron 4 equipos franceses, 4 ingleses, 4 galeses, 3 irlandeses, 3 escoceses y 2 italianos.

### Play–offs
Los 5 equipos que acabaron primeros de grupo se clasificaron para cuartos de final. Además los 5 equipos que acabaron en segunda posición y el mejor tercero se clasificaron para jugar una ronda previa a cuartos de final. Los resultados de esta ronda previa fueron:
- Leicester 90-19 Glasgow
- Brive 25-20 Pontypridd
- Cardiff 24-20 Llanelli

Los equipos que jugaron como locales fueron los que más puntos consiguieron, o en caso de empate se aplicó el criterio de ensayos a favor o diferencia entre puntos anotados y encajados. En las semifinales se aplicó el mismo criterio para decidir qué equipo jugaba como local. La final se disputó el 31 de enero de 1998 en el Parc Lescure de Burdeos ante 36.500 espectadores. Bath Rugby se coronó como tercer Campeón de Europa.

## Fase de grupos
| \| GRUPO 1 \| |                  |     |     |     |     |     |      |     |
| | Equipo           | Pts | Jug | Gan | Emp | Per | Ens+ | +/- |
| 1 | Stade Toulousain | 10  | 6   | 5   | 0   | 1   | 25   | +79 |
| 2 | Leicester Tigers | 8   | 6   | 4   | 0   | 2   | 16   | +46 |
| 3 | Leinster Rugby   | 4   | 6   | 2   | 0   | 4   | 15   | -30 |
| 4 | Amatori Milano   | 2   | 6   | 1   | 0   | 5   | 15   | -95 |
| Ens+ son ensayos a favor. +/- es la diferencia de puntos anotados a favor y en contra. Esos son los criterios de desempate por ese orden. Victoria = 2 puntos. Empate = 1 punto. |                  |     |     |     |     |     |      |     |
| GRUPO 1 |                  |     |     |     |     |     |      |     |

| GRUPO 1 |

| Jornada | _____Local_____ | Resultado | ___Visitante___ |
| ------- | --------------- | --------- | --------------- |
| 1       | Leinster        | 25-34     | Toulouse        |
| 1       | Leicester       | 26-10     | Amatori Milano  |
| 2       | Leinster        | 16-9      | Leicester       |
| 2       | Amatori Milano  | 14-19     | Toulouse        |
| 3       | Amatori Milano  | 33-32     | Leinster        |
| 3       | Toulouse        | 17-22     | Leicester       |
| 4       | Leicester       | 47-22     | Leinster        |
| 4       | Toulouse        | 69-19     | Amatori Milano  |
| 5       | Leicester       | 22-23     | Toulouse        |
| 5       | Leinster        | 23-6      | Amatori Milano  |
| 6       | Toulouse        | 38-19     | Leinster        |
| 6       | Amatori Milano  | 29-37     | Leicester       |

| \| GRUPO 2 \| |                  |        |         |           |         |          |      |      |
| | Equipo           | Puntos | Jugados | Victorias | Empates | Derrotas | Ens+ | +/-  |
| 1 | London Wasps     | 12     | 6       | 6         | 0       | 0        | 31   | +139 |
| 2 | Glasgow Warriors | 6      | 6       | 3         | 0       | 3        | 14   | -35  |
| 3 | Swansea RFC      | 4      | 6       | 2         | 0       | 4        | 15   | -4   |
| 4 | Ulster Rugby     | 2      | 6       | 1         | 0       | 5        | 6    | -100 |
| Ens+ son ensayos a favor. +/- es la diferencia de puntos anotados a favor y en contra. Esos son los criterios de desempate por ese orden. Victoria = 2 puntos. Empate = 1 punto. |                  |        |         |           |         |          |      |      |
| GRUPO 2 |                  |        |         |           |         |          |      |      |

| GRUPO 2 |

| Jornada | _____Local_____ | Resultado | ___Visitante___ |
| ------- | --------------- | --------- | --------------- |
| 1       | Swansea         | 25-31     | Wasps           |
| 1       | Ulster          | 12-18     | Glasgow         |
| 2       | Swansea         | 33-16     | Ulster          |
| 2       | Glasgow         | 22-46     | Wasps           |
| 3       | Glasgow         | 35-21     | Swansea         |
| 3       | Wasps           | 56-3      | Ulster          |
| 4       | Ulster          | 28-20     | Swansea         |
| 4       | Wasps           | 43-5      | Glasgow         |
| 5       | Ulster          | 21-38     | Wasps           |
| 5       | Swansea         | 30-22     | Glasgow         |
| 6       | Glasgow         | 30-15     | Ulster          |
| 6       | Wasps           | 29-28     | Swansea         |

| \| GRUPO 3 \| |                  |        |         |           |         |          |      |     |
| | Equipo           | Puntos | Jugados | Victorias | Empates | Derrotas | Ens+ | +/- |
| 1 | Bath Rugby       | 10     | 6       | 5         | 0       | 1        | 12   | +22 |
| 2 | CA Brive         | 9      | 6       | 4         | 1       | 1        | 24   | +64 |
| 3 | Pontypridd RFC   | 5      | 6       | 2         | 1       | 3        | 17   | +7  |
| 4 | Scottish Borders | 0      | 6       | 0         | 0       | 6        | 14   | -93 |
| Ens+ son ensayos a favor. +/- es la diferencia de puntos anotados a favor y en contra. Esos son los criterios de desempate por ese orden. Victoria = 2 puntos. Empate = 1 punto. |                  |        |         |           |         |          |      |     |
| GRUPO 3 |                  |        |         |           |         |          |      |     |

| GRUPO 3 |

| Jornada | _____Local_____ | Resultado | ___Visitante___ |
| ------- | --------------- | --------- | --------------- |
| 1       | Brive           | 56-18     | Border          |
| 1       | Pontypridd      | 15-21     | Bath            |
| 2       | Border          | 17-31     | Bath            |
| 2       | Brive           | 32-31     | Pontypridd      |
| 3       | Bath            | 27-25     | Brive           |
| 3       | Border          | 16-23     | Pontypridd      |
| 4       | Pontypridd      | 29-29     | Brive           |
| 4       | Bath            | 27-23     | Border          |
| 5       | Pontypridd      | 46-26     | Border          |
| 5       | Brive           | 29-12     | Bath            |
| 6       | Bath            | 23-10     | Pontypridd      |
| 6       | Border          | 29-39     | Brive           |

| \| GRUPO 4 \| |               |        |         |           |         |          |      |     |
| | Equipo        | Puntos | Jugados | Victorias | Empates | Derrotas | Ens+ | +/- |
| 1 | Harlequins    | 8      | 6       | 4         | 0       | 2        | 21   | +57 |
| 2 | Cardiff RFC   | 8      | 6       | 4         | 0       | 2        | 17   | +38 |
| 3 | Bourgoin      | 4      | 6       | 2         | 0       | 4        | 14   | -39 |
| 4 | Munster Rugby | 4      | 6       | 2         | 0       | 4        | 7    | -56 |
| Ens+ son ensayos a favor. +/- es la diferencia de puntos anotados a favor y en contra. Esos son los criterios de desempate por ese orden. Victoria = 2 puntos. Empate = 1 punto. |               |        |         |           |         |          |      |     |
| GRUPO 4 |               |        |         |           |         |          |      |     |

| GRUPO 4 |

| Jornada | _____Local_____ | Resultado | ___Visitante___ |
| ------- | --------------- | --------- | --------------- |
| 1       | Bourgoin        | 26-25     | Cardiff         |
| 1       | Harlequins      | 48-40     | Munster         |
| 2       | Harlequins      | 45-7      | Bourgoin        |
| 2       | Cardiff         | 43-23     | Munster         |
| 3       | Munster         | 17-15     | Bourgoin        |
| 3       | Cardiff         | 21-28     | Harlequins      |
| 4       | Munster         | 32-37     | Cardiff         |
| 4       | Bourgoin        | 18-30     | Harlequins      |
| 5       | Bourgoin        | 21-6      | Munster         |
| 5       | Harlequins      | 31-32     | Cardiff         |
| 6       | Cardiff         | 26-6      | Bourgoin        |
| 6       | Munster         | 23-16     | Harlequins      |

| \| GRUPO 5 \| |                  |        |         |           |         |          |      |      |
| | Equipo           | Puntos | Jugados | Victorias | Empates | Derrotas | Ens+ | +/-  |
| 1 | Pau              | 8      | 6       | 4         | 0       | 2        | 27   | +114 |
| 2 | Llanelli RFC     | 8      | 6       | 4         | 0       | 2        | 15   | +2   |
| 3 | Benetton Treviso | 4      | 6       | 2         | 0       | 4        | 18   | -16  |
| 4 | Caledonia Reds   | 4      | 6       | 2         | 0       | 4        | 8    | -100 |
| Ens+ son ensayos a favor. +/- es la diferencia de puntos anotados a favor y en contra. Esos son los criterios de desempate por ese orden. Victoria = 2 puntos. Empate = 1 punto. |                  |        |         |           |         |          |      |      |
| GRUPO 5 |                  |        |         |           |         |          |      |      |

| GRUPO 5 |

| Jornada | _____Local_____ | Resultado | ___Visitante___ |
| ------- | --------------- | --------- | --------------- |
| 1       | Benetton        | 18-19     | Pau             |
| 1       | Caledonia       | 18-23     | Llanelli        |
| 2       | Pau             | 44-12     | Llanelli        |
| 2       | Caledonia       | 17-9      | Benetton        |
| 3       | Llanelli        | 39-18     | Benetton        |
| 3       | Pau             | 50-8      | Caledonia       |
| 4       | Benetton        | 52-6      | Caledonia       |
| 4       | Llanelli        | 14-10     | Pau             |
| 5       | Benetton        | 42-25     | Llanelli        |
| 5       | Caledonia       | 30-24     | Pau             |
| 6       | Llanelli        | 31-10     | Caledonia       |
| 6       | Pau             | 56-7      | Benetton        |

## Fase final[1]
|  | Cuartos de final      | Cuartos de final | Cuartos de final   |         |                       | Semifinales | Semifinales | Semifinales |  |                       | Final | Final | Final |  |
|  |                       |                  |                    |         |                       |             |             |             |  |                       |       |       |       |  |
|  |                       |                  |                    |         |                       |             |             |             |  |                       |       |       |       |  |
|  | Bandera de Inglaterra | Bath             | 32                 |         |                       |             |             |             |  |                       |       |       |       |  |
|  | Bandera de Inglaterra | Bath             | 32                 |         |                       |             |             |             |  |                       |       |       |       |  |
|  | Bandera de Gales      | Cardiff          | 21                 |         |                       |             |             |             |  |                       |       |       |       |  |
|  | Bandera de Gales      | Cardiff          | 21                 |         | Bandera de Inglaterra | Bath        | 20          |             |  |                       |       |       |       |  |
|  |                       |                  |                    |         | Bandera de Inglaterra | Bath        | 20          |             |  |                       |       |       |       |  |
|  |                       |                  | Bandera de Francia | Pau     | 14                    |             |             |             |  |                       |       |       |       |  |
|  | Bandera de Francia    | Pau              | Bandera de Francia | Pau     | 14                    | 35          |             |             |  |                       |       |       |       |  |
|  | Bandera de Francia    | Pau              |                    |         |                       |             |             |             |  |                       |       |       |       |  |
|  | Bandera de Inglaterra | Leicester        | 18                 |         |                       |             |             |             |  |                       |       |       |       |  |
|  | Bandera de Inglaterra | Leicester        | 18                 |         |                       |             |             |             |  | Bandera de Inglaterra | Bath  | 19    |       |  |
|  |                       |                  |                    |         |                       |             |             |             |  | Bandera de Inglaterra | Bath  | 19    |       |  |
|  |                       |                  | Bandera de Francia | Brive   | 18                    |             |             |             |  |                       |       |       |       |  |
|  | Bandera de Francia    | Toulouse         | Bandera de Francia | Brive   | 18                    | 51          |             |             |  |                       |       |       |       |  |
|  | Bandera de Francia    | Toulouse         |                    |         |                       |             |             |             |  |                       |       |       |       |  |
|  | Bandera de Inglaterra | Harlequins       | 10                 |         |                       |             |             |             |  |                       |       |       |       |  |
|  | Bandera de Inglaterra | Harlequins       | 10                 |         | Bandera de Francia    | Toulouse    | 22          |             |  |                       |       |       |       |  |
|  |                       |                  |                    |         | Bandera de Francia    | Toulouse    | 22          |             |  |                       |       |       |       |  |
|  |                       |                  | Bandera de Francia | Brive * | 22                    |             |             |             |  |                       |       |       |       |  |
|  | Bandera de Inglaterra | Wasps            | Bandera de Francia | Brive * | 22                    | 18          |             |             |  |                       |       |       |       |  |
|  | Bandera de Inglaterra | Wasps            |                    |         |                       |             |             |             |  |                       |       |       |       |  |
|  | Bandera de Francia    | Brive            | 25                 |         |                       |             |             |             |  |                       |       |       |       |  |
|  | Bandera de Francia    | Brive            | 25                 |         |                       |             |             |             |  |                       |       |       |       |  |
|  |                       |                  |                    |         |                       |             |             |             |  |                       |       |       |       |  |

### Cuartos de final
| 8 de noviembre de 1997 | Bath Rugby | 32 - 21 | Cardiff RFC | The Recreation Ground, Bath |  |

| 8 de noviembre de 1997 | Stade Toulousain | 51 - 10 | Harlequins | Stade de Toulouse, Toulouse |  |

| 9 de noviembre de 1997 | London Wasps | 18 - 25 | Brive | Loftus Road, Londres |  |

| 9 de noviembre de 1997 | Pau | 35 - 18 | Leicester Tigers | Estadio du Hameau, Pau |  |

### Semifinales
| 20 de diciembre de 1997 | Bath Rugby                      | 20 – 14 | Section Paloise                         | The Recreation Ground, Bath,                 |                                              |
|                         | Tries Ubogu Penales Callard (5) |         | Tries Bernat-Salles Penales (3) Aucagne | Asistencia: 8.200 espectadores Árbitro(s): ? | Asistencia: 8.200 espectadores Árbitro(s): ? |

| 21 de diciembre de 1997 | Stade Toulousain                                                   | 22 – 22 | CA Brive-Corrèze                        | Stade de Toulouse, Toulouse,                  |                                               |
|                         | Tries Bondouy Conversión Delaigue Penales Delaigue (3) Deylaud (2) |         | Tries Carrat Magne Penales (4) Lamaison | Asistencia: 26.000 espectadores Árbitro(s): ? | Asistencia: 26.000 espectadores Árbitro(s): ? |

Nota: Se decidió a favor de Brive por anotar 2 tries frente a 1 de Toulouse.

### Final
| 31 de enero de 1998 | Bath Rugby                                           | 19 – 18 | CA Brive-Corrèze                 | Stade Jacques Chaban-Delmas, Burdeos,                             |                                                                   |
|                     | Tries Callard Conversión Callard Penales Callard (4) |         | Penales (5) Lamaison Drop Penaud | Asistencia: 36.500 espectadores Árbitro(s): Jim Fleming (Escocia) | Asistencia: 36.500 espectadores Árbitro(s): Jim Fleming (Escocia) |

|                              |
| Campeón Bath Rugby 1° Título |